# 위대한 승부
《위대한 승부》(영어: Searching for Bobby Fischer, 영국 제목은 영어: Innocent Moves)는 미국에서 제작된 스티븐 제일리언 감독의 1993년 드라마 영화이다. 맥스 포머랜츠 등이 출연하였고, 스콧 루딘 등이 제작에 참여하였다.

## 출연진
- 맥스 포머랜츠
- 벤 킹즐리
- 조 만테이니아
- 로런스 피시번
- 조앤 앨런
- 로버트 스티븐스
- 데이비드 페이머
- 윌리엄 H. 메이시
- 오스틴 펜들턴
- 토니 셜루브
- 조시 모스텔
- 댄 허데이야
- 로라 리니
- 앤서니 힐드
- 마이클 니런버그
- 핼 스카디노
- 바세크 시메크

## 기타 제작진
- 공동 제작: 다비드 위스니에비츠
- 미술: 데이비드 그로프먼
- 의상: 줄리 와이스